# 山城国の式内社一覧
山城国の式内社一覧（やましろのくにのしきないしゃいちらん）は、『延喜式』第9巻・第10巻「神名帳上下」（延喜式神名帳）に記載のある神社、いわゆる「式内社」およびその論社のうち、山城国に分類されている神社の一覧。
また『延喜式』神名帳の編纂当時に存在したが同帳に記載の無い神社、いわゆる「式外社」についても付記する。

## 式内社
『延喜式』神名帳では、大社53座37社（うち名神大社23座16社）・小社69座59社の計122座96社を記載。
1）「神名帳」列は、『延喜式 上巻』（大岡山書店、昭和4年、国立国会図書館デジタルコレクション）等における『延喜式』神名帳の記載を基に作成。社名表記は神社史料集成（5を参照）における字体（異体字がある場合には新字体・通用性の高い字体を使用）を基準とした。読みの「-」部分は、「神社」以外で仮名が振られていない部分。「○座」は座数を表し、一座の場合は記載していない。

2）格の「名神大」は名神大社を、「大」は式内大社（名神大社除く）を、「小」は式内小社を意味する。付記は社名とともに記されているもので、一部は「式内社#式内社の社格」を参照。

3）比定社が複数ある場合、最も有力なものを無冠で示し、他の論社には「（論）」を冠した。

4）本来の式内社とは認めがたいものの、式内社を合祀したなどその後継を主張するもの、その他参考の神社には「（参）」を冠した。

| 神名帳                            | 神名帳                                | 神名帳   | 神名帳                  | 比定社                           | 比定社                             | 比定社                                           | 集成 |
| 社名                              | 読み                                  | 格       | 付記                    | 社名                             | 所在地                             | 備考                                             | 集成 |
| --------------------------------- | ------------------------------------- | -------- | ----------------------- | -------------------------------- | ---------------------------------- | ------------------------------------------------ | ---- |
| 乙訓郡 19座（大5座・小14座）      |                                       |          |                         |                                  |                                    |                                                  |      |
| 羽束師坐高御産日神社              | ハヅカシニマスタカミムスヒノ          | 大       | 月次新嘗                | 羽束師坐高御産日神社             | 京都府京都市伏見区羽束師志水町     |                                                  |      |
| 与杼神社                          | ヨドノ                                | 小       |                         | 與杼神社                         | 京都府京都市伏見区淀本町           |                                                  |      |
| 大井神社                          | オホイノ オホヰノ                     | 小       |                         | （論）大井神社                   | 京都府京都市右京区嵯峨             |                                                  |      |
| 乙訓坐火雷神社 （乙訓坐大雷神社） | オトクニニマスオホイカツチノ          | 名神大   | 月次新嘗                | （論）角宮神社                   | 京都府長岡京市井ノ内               |                                                  |      |
| 乙訓坐火雷神社 （乙訓坐大雷神社） | オトクニニマスオホイカツチノ          | 名神大   | 月次新嘗                | （参）合祀：向日神社             | 京都府向日市向日町                 |                                                  |      |
| 石作神社                          | イシツクリノ                          | 小       |                         | 合祀：大歳神社                   | 京都府京都市西京区大原野灰方町     |                                                  |      |
| 走田神社                          | ハシリタノ                            | 小       |                         | 走田神社                         | 京都府長岡京市奥海印寺             |                                                  |      |
| 御谷神社                          | ミタニノ                              | 小       |                         | 御谷神社                         | 京都府長岡京市浄土谷               |                                                  |      |
| 国中神社                          | クナカノ                              | 小       |                         | 綾戸國中神社                     | 京都府京都市南区久世上久世町       |                                                  |      |
| 向神社                            | ムカヘノ ムカフノ                     | 小       |                         | 向日神社                         | 京都府向日市向日町                 |                                                  |      |
| 大歳神社                          | オホトシノ                            | 大       | 月次新嘗                | 大歳神社                         | 京都府京都市西京区大原野灰方町     |                                                  |      |
| 茨田神社                          | マタノ                                | 小       |                         | （参）茨田神社                   | 京都府京都市南区久世築山町         | 菱妻神社境内社                                   |      |
| 石井神社                          | イハイノ イハヰノ                     | 小       |                         | 石井神社                         | 京都府京都市西京区大原野石作町     |                                                  |      |
| 神川神社                          | カムカハノ                            | 小       |                         | 神川神社                         | 京都府京都市伏見区羽束師鴨川町     |                                                  |      |
| 久何神社                          | コガノ クカノ                         | 小       |                         | 久我神社                         | 京都府京都市伏見区久我森ノ宮町     |                                                  |      |
| 簀原神社                          | スハラノ                              | 小       |                         | （参）簀原神社                   | 京都府京都市南区久世築山町         | 菱妻神社境内社                                   |      |
| 小倉神社                          | ヲクラノ                              | 大       | 月次新嘗                | 小倉神社                         | 京都府乙訓郡大山崎町円明寺         |                                                  |      |
| 入野神社                          | イリノ                                | 小       |                         | 入野神社                         | 京都府京都市西京区大原野上羽町     |                                                  |      |
| 自玉手祭来酒解神社                | タマテヨリマツリキタルサカトケノ      | 名神大   | 月次新嘗 元名山埼社     | 自玉手祭来酒解神社               | 京都府乙訓郡大山崎町天王           |                                                  |      |
| 神足神社                          | カウダニノ カムタリ                   | 小       |                         | 神足神社                         | 京都府長岡京市東神足               |                                                  |      |
| 葛野郡 20座（大14座・小6座）      |                                       |          |                         |                                  |                                    |                                                  |      |
| 葛野坐月読神社                    | カトノニマスツキヨミノ                | 名神大   | 月次新嘗                | 月読神社                         | 京都府京都市西京区松室山添         | 松尾大社境外摂社                                 |      |
| 木島坐天照御魂神社                | コノシマニマスアマテルミムスビ        | 名神大   | 月次相嘗新嘗            | 木嶋坐天照御魂神社               | 京都府京都市右京区太秦森ヶ東町     |                                                  |      |
| 墮川神社                          | ヲチカハノ オチカハ                   | 小       |                         | （参）岩戸落葉神社               | 京都府京都市北区小野下ノ町         |                                                  |      |
| 阿刀神社                          | アトノ                                | 小       |                         | 阿刀神社                         | 京都府京都市右京区嵯峨南野町       |                                                  |      |
| 松尾神社 二座                     | マツノヲノ                            | 並名神大 | 月次相嘗新嘗            | 松尾大社                         | 京都府京都市西京区嵐山宮町         |                                                  |      |
| 深川神社                          | フカカハノ                            | 小       |                         | （論）福王子神社                 | 京都府京都市右京区宇多野福王子町   |                                                  |      |
| 深川神社                          | フカカハノ                            | 小       | （論）夫荒社            | 京都府京都市右京区宇多野福王子町 | 福王子神社境内社                   |                                                  |      |
| 墮川御上神社                      | オチカハノミカミノ                    | 小       |                         | 大森賀茂神社                     | 京都府京都市北区大森東町           |                                                  |      |
| 櫟谷神社                          | イチタニノ イチヒ イチヤ              | 小       |                         | 櫟谷宗像神社                     | 京都府京都市西京区嵐山中尾下町     | 松尾大社境外摂社                                 |      |
| 平野祭神四社                      | ヒラノノ                              | 並名神大 | 月次新嘗                | 平野神社                         | 京都府京都市北区平野宮本町         |                                                  |      |
| 梅宮坐神四社                      | ウメミヤニマス                        | 並名神大 | 月次新嘗                | 梅宮大社                         | 京都府京都市右京区梅津フケノ川町   |                                                  |      |
| 天津石門別稚姫神社                | アマツイハトワケワカヒメノ            | 名神大   | 月次新嘗                | （不明）                         | （不明）                           |                                                  |      |
| 伴氏神社                          | トモウチノ トクノヲカノ               | 大       | 月次新嘗                | （参）住吉大伴神社               | 京都府京都市右京区龍安寺住吉町     |                                                  |      |
| 伴氏神社                          | トモウチノ トクノヲカノ               | 大       | 月次新嘗                | （参）伴氏社                     | 京都府京都市上京区馬喰町           | 北野天満宮境内社                                 |      |
| 大酒神社                          | オホサケノ                            | 小       | 元名大辟神              | 大酒神社                         | 京都府京都市右京区太秦蜂岡町       |                                                  |      |
| 愛宕郡 21座（大8座・小13座）      |                                       |          |                         |                                  |                                    |                                                  |      |
| 賀茂別雷神社                      | カモワケイカツチノ                    | 名神大   | 亦若雷 月次相嘗新嘗     | 賀茂別雷神社                     | 京都府京都市北区上賀茂本山         | 山城国一宮                                       |      |
| 出雲井於神社                      | -ノヰノヘノ                           | 大       | 月次相嘗新嘗            | （論）出雲井於神社               | 京都府京都市左京区下鴨泉川町       | 賀茂御祖神社境内摂社                             |      |
| 出雲井於神社                      | -ノヰノヘノ                           | 大       | 月次相嘗新嘗            | （論）井上社                     | 京都府京都市左京区下鴨泉川町       | 賀茂御祖神社境内摂社                             |      |
| 出雲井於神社                      | -ノヰノヘノ                           | 大       | 月次相嘗新嘗            | （論）上御霊神社                 | 京都府京都市上京区上御霊竪町       |                                                  |      |
| 出雲井於神社                      | -ノヰノヘノ                           | 大       | 月次相嘗新嘗            | （論）下御霊神社                 | 京都府京都市上京区信富町           |                                                  |      |
| 賀茂御祖神社 二座                 | -ミオヤノ                             | 並名神大 | 月次相嘗新嘗            | 賀茂御祖神社                     | 京都府京都市左京区下鴨泉川町       | 山城国一宮                                       |      |
| 出雲高野神社                      | -タカノノ                             | 小       |                         | （論）出雲高野神社               | 京都府京都市左京区上高野西明寺山   | 崇導神社境内社                                   |      |
| 出雲高野神社                      | -タカノノ                             | 小       | （論）御蔭神社          | 京都府京都市左京区上高野東山     | 賀茂御祖神社境外摂社               |                                                  |      |
| 出雲高野神社                      | -タカノノ                             | 小       | （論）上御霊神社        | 京都府京都市上京区上御霊竪町     |                                    |                                                  |      |
| 出雲高野神社                      | -タカノノ                             | 小       | （論）猿田彦神社        | 京都府京都市上京区上御霊前町     |                                    |                                                  |      |
| 賀茂山口神社                      | -ヤマクチノ                           | 小       |                         | 賀茂山口神社                     | 京都府京都市北区上賀茂本山         | 賀茂別雷神社境内摂社                             |      |
| 賀茂波尓神社                      | カモノハニノ                          | 小       |                         | （論）賀茂波爾神社               | 京都府京都市左京区高野上竹屋町     | 賀茂御祖神社境外摂社                             |      |
| 賀茂波尓神社                      | カモノハニノ                          | 小       | （論）土師尾社          | 京都府京都市北区上賀茂本山       | 賀茂別雷神社境内末社               |                                                  |      |
| 小野神社 二座                     | ヲノ                                  | 小       | 鍬靫                    | （論）小野神社                   | 京都府京都市左京区上高野西明寺山   | 崇導神社境内摂社                                 |      |
| 小野神社 二座                     | ヲノ                                  | 小       | 鍬靫                    | （論）御蔭神社                   | 京都府京都市左京区上高野東山       | 賀茂御祖神社境外摂社                             |      |
| 久我神社                          | コガ クガ                             | 小       |                         | 久我神社                         | 京都府京都市北区紫竹下竹殿町       | 賀茂別雷神社境外摂社                             |      |
| 末刀神社                          | マトノ                                | 小       |                         | （論）愛宕社                     | 京都府京都市左京区下鴨泉川町       | 賀茂御祖神社境内末社                             |      |
| 須波神社                          | スハノ                                | 小       |                         | （論）須波神社                   | 京都府京都市北区上賀茂本山         | 賀茂別雷神社境内末社                             |      |
| 須波神社                          | スハノ                                | 小       | （論）諏訪社            | 京都府京都市左京区下鴨泉川町     | 賀茂御祖神社境内摂社               |                                                  |      |
| 須波神社                          | スハノ                                | 小       | （論）静原神社          | 京都府京都市左京区静市静原町     |                                    |                                                  |      |
| 須波神社                          | スハノ                                | 小       | （論）河合神社          | 京都府京都市左京区下鴨泉川町     | 賀茂御祖神社境内摂社               |                                                  |      |
| 伊多太神社                        | イタタノ                              | 小       |                         | （論）伊多太神社                 | 京都府京都市左京区上高野西明寺山町 | 崇道神社境内社                                   |      |
| 伊多太神社                        | イタタノ                              | 小       | （論）江文神社          | 京都府京都市左京区大原野村町     |                                    |                                                  |      |
| 貴布祢神社                        | キフネノ                              | 名神大   | 月次新嘗                | 貴船神社                         | 京都府京都市左京区鞍馬貴船町       |                                                  |      |
| 鴨川合坐小社宅神社                | カモノカハアヒニ-                     | 名神大   | 月次相嘗新嘗            | 河合神社                         | 京都府京都市左京区下鴨泉川町       | 賀茂御祖神社境内摂社                             |      |
| 鴨岡本神社                        | カモヲカモトノ                        | 小       |                         | （論）山森社                     | 京都府京都市北区上賀茂本山         | 賀茂別雷神社境内末社                             |      |
| 鴨岡本神社                        | カモヲカモトノ                        | 小       | （論）幸神社            | 京都府京都市北区上賀茂岡本町     |                                    |                                                  |      |
| 鴨岡本神社                        | カモヲカモトノ                        | 小       | （論）厳島神社          | 京都府京都市左京区静市市原町     |                                    |                                                  |      |
| 鴨岡本神社                        | カモヲカモトノ                        | 小       | （論）大神宮社          | 京都府京都市左京区静市市原町     |                                    |                                                  |      |
| 太田神社                          | オホタノ                              | 小       |                         | 大田神社                         | 京都府京都市北区上賀茂本山         | 賀茂別雷神社境外摂社                             |      |
| 三井神社                          | ミツノ ミヰノ                         | 名神大   | 月次新嘗                | 三井神社                         | 京都府京都市左京区下鴨泉川町       | 賀茂御祖神社摂社                                 |      |
| 三井神社                          | ミツノ ミヰノ                         | 名神大   | 月次新嘗                | 三塚社                           | 京都府京都市左京区下鴨泉川町       | 河合神社末社                                     |      |
| 大柴神社                          | オホシハノ                            | 小       |                         | （論）神明神社                   | 京都府京都市左京区大原草生町       |                                                  |      |
| 大柴神社                          | オホシハノ                            | 小       | （論）岩戸落葉神社      | 京都府京都市北区小野下ノ町       |                                    |                                                  |      |
| 大柴神社                          | オホシハノ                            | 小       | （論）岩上神社          | 京都府京都市上京区大黒町         |                                    |                                                  |      |
| 高橋神社                          | タカハシノ                            | 小       |                         | 神明社                           | 京都府京都市上京区馬喰町           | 北野天満宮境内社                                 |      |
| 片山御子神社                      | カタヤマノミコノ                      | 大       | 月次相嘗新嘗            | 片山御子神社                     | 京都府京都市北区上賀茂本山         | 賀茂別雷神社境内摂社                             |      |
| 紀伊郡 8座（大3座・小5座）        |                                       |          |                         |                                  |                                    |                                                  |      |
| 御諸神社                          | ミモロノ                              | 小       |                         | 合祀：伏見稲荷大社               | 京都府京都市伏見区深草藪之内町     |                                                  |      |
| 稲荷神社 三座                     | イナリノ                              | 並名神大 | 月次新嘗                | 伏見稲荷大社                     | 京都府京都市伏見区深草藪之内町     |                                                  |      |
| 大椋神社                          | オホクラノ オホタテノ                 | 小       |                         | （不明）                         | （不明）                           |                                                  |      |
| 飛鳥田神社                        | アスカタノ                            | 小       | 一名柿本社              | （論）田中神社                   | 京都府京都市伏見区横大路天王後     |                                                  |      |
| 飛鳥田神社                        | アスカタノ                            | 小       | 一名柿本社              | （論）飛鳥田神社                 | 京都府京都市伏見区横大路柿ノ木町   |                                                  |      |
| 飛鳥田神社                        | アスカタノ                            | 小       | 一名柿本社              | （論）飛鳥田神社                 | 京都府京都市伏見区下鳥羽城ノ越町   |                                                  |      |
| 真幡寸神社 二座                   | マハタキノ                            | 小       |                         | 真幡木神社                       | 京都府京都市伏見区下鳥羽中島宮後町 | 城南宮境内摂社。室町時代に深草から当地に遷座とも |      |
| 宇治郡 10座（大5座・小5座）       |                                       |          |                         |                                  |                                    |                                                  |      |
| 宇治神社 二座                     | ウチノ                                | 小       | 鍬靫                    | 宇治神社                         | 京都府宇治市宇治山田               |                                                  |      |
| 宇治神社 二座                     | ウチノ                                | 小       | 鍬靫                    | 宇治上神社                       | 京都府宇治市宇治山田               |                                                  |      |
| 日向神社                          | ヒムカヒノ                            | 小       |                         | 日向大神宮                       | 京都府京都市山科区日ノ岡夷谷町     |                                                  |      |
| 許波多神社 三座                   | コハタノ                              | 並名神大 | 月次新嘗                | （論）許波多神社                 | 京都府宇治市五ヶ庄                 |                                                  |      |
| 許波多神社 三座                   | コハタノ                              | 並名神大 | 月次新嘗                | （論）許波多神社                 | 京都府宇治市木幡                   |                                                  |      |
| 天穂日命神社                      | アマノホヒノミコトノ                  | 小       |                         | 天穂日命神社                     | 京都府京都市山科区石田町           |                                                  |      |
| 宇治彼方神社                      | ウチクヲチカタノ                      | 小       | 鍬靫                    | 彼方神社                         | 京都府宇治市宇治東内               |                                                  |      |
| 山科神社 二座                     | ヤマシナノ                            | 並名神大 | 月次新嘗                | 山科神社                         | 京都府京都市山科区西野山岩ヶ谷町   |                                                  |      |
| 久世郡 24座（大11座・小13座）     |                                       |          |                         |                                  |                                    |                                                  |      |
| 石田神社                          | イハタノ イシタ                       | 大       | 月次新嘗                | （論）石田神社                   | 京都府京都市伏見区石田             |                                                  |      |
| 石田神社                          | イハタノ イシタ                       | 大       | 月次新嘗                | （論）石田神社                   | 京都府八幡市八幡岩田里             |                                                  |      |
| 石田神社                          | イハタノ イシタ                       | 大       | 月次新嘗                | （論）石田神社                   | 京都府八幡市八幡岩田大将軍         |                                                  |      |
| 水主神社 十座                     | ミヌシノ                              | 並大     | 月次新嘗 （別項に記載） | 水主神社                         | 京都府城陽市水主宮馬場             |                                                  |      |
| 荒見神社                          | アラミノ                              | 小       |                         | （論）荒見神社                   | 京都府城陽市富野荒見田             |                                                  |      |
| 荒見神社                          | アラミノ                              | 小       | （論）荒見神社          | 京都府久世郡久御山町田井         |                                    |                                                  |      |
| 双栗神社 三座                     | サクリノ                              | 小       |                         | 雙栗神社                         | 京都府久世郡久御山町佐山           |                                                  |      |
| 水度神社 三座                     | ミトノ                                | 小       | 鍬靫                    | 水度神社                         | 京都府城陽市寺田水戸坂             |                                                  |      |
| 旦椋神社                          | アサクラノ                            | 小       |                         | 且椋神社                         | 京都府宇治市大久保北ノ山           |                                                  |      |
| 伊勢田神社 三座                   | イセタノ                              | 小       | 鍬靫                    | 伊勢田神社                       | 京都府宇治市伊勢田町若林           |                                                  |      |
| 巨椋神社                          | オホクラノ イホクラ コムラ            | 小       |                         | 巨椋神社                         | 京都府宇治市小倉町寺内             |                                                  |      |
| 室城神社                          | ムロキノ                              | 小       |                         | 室城神社                         | 京都府久世郡久御山町下津屋         |                                                  |      |
| 綴喜郡 14座（大3座・小11座）      |                                       |          |                         |                                  |                                    |                                                  |      |
| 樺井月神社                        | カハヰノ-                             | 大       | 月次新嘗                | 樺井月神社                       | 京都府城陽市水主宮馬場             | 水主神社境内社                                   |      |
| 朱智神社                          | スチノ                                | 小       |                         | 朱智神社                         | 京都府京田辺市天王                 |                                                  |      |
| 月読神社                          | ツキヨミノ                            | 大       | 月次新嘗                | 月讀神社                         | 京都府京田辺市大住                 |                                                  |      |
| 咋岡神社                          | クヒヲカノ                            | 小       | 鍬靫                    | （論）咋岡神社                   | 京都府京田辺市飯岡                 |                                                  |      |
| 咋岡神社                          | クヒヲカノ                            | 小       | 鍬靫                    | （論）咋岡神社                   | 京田辺市草内宮ノ後                 |                                                  |      |
| 高神社                            | タカノ                                | 小       | 鍬靫                    | 高神社                           | 京都府綴喜郡井手町多賀             |                                                  |      |
| 内神社 二座                       | ウチノ                                | 小       |                         | 内神社                           | 京都府八幡市内里                   |                                                  |      |
| 粟神社                            | アハノ                                | 小       |                         | 粟神社                           | 京都府城陽市市辺                   |                                                  |      |
| 棚倉孫神社                        | タナクラヒコ                          | 大       | 月次新嘗                | 棚倉孫神社                       | 京都府京田辺市田辺                 |                                                  |      |
| 佐牙乃神社                        | サガノ                                | 小       | 鍬靫                    | 佐牙神社                         | 京都府京田辺市大字宮津             |                                                  |      |
| 酒屋神社                          | サカヤノ                              | 小       |                         | 酒屋神社                         | 京都府京田辺市大字興戸             |                                                  |      |
| 甘南備神社                        | カンナヒノ カム-                      | 小       |                         | 神南備神社                       | 京都府京田辺市大字薪               |                                                  |      |
| 天神社                            | アマツカンノヤシロ アマツヤシロ       | 小       |                         | （論）天神社                     | 京都府京田辺市松井                 |                                                  |      |
| 天神社                            | アマツカンノヤシロ アマツヤシロ       | 小       | （論）朱智神社          | 京都府京田辺市天王               |                                    |                                                  |      |
| 天神社                            | アマツカンノヤシロ アマツヤシロ       | 小       | （論）棚倉孫神社        | 京都府京田辺市棚倉               |                                    |                                                  |      |
| 地祇神社                          | クニツヤシロカンノヤシロ クニツヤシロ | 小       |                         | 地祇神社                         | 京都府京田辺市普賢寺               |                                                  |      |
| 相楽郡 6座（大4座・小2座）        |                                       |          |                         |                                  |                                    |                                                  |      |
| 祝園神社                          | ハフソノノ                            | 大       | 月次新嘗                | 祝園神社                         | 京都府相楽郡精華町祝園             |                                                  |      |
| 和伎坐天乃夫支売神社              | ワキノニ-                             | 大       | 月次新嘗                | 和伎坐天乃夫支賣神社             | 京都府木津川市山城町平尾           |                                                  |      |
| 綺原坐健伊那大比売神社            | カムハラノ-                           | 小       |                         | 綺原坐健伊那大比賣神社           | 京都府木津川市山城町綺田山際       |                                                  |      |
| 相楽神社                          | サカラカノ サカラノ                   | 小       |                         | 相楽神社                         | 京都府木津川市相楽                 |                                                  |      |
| 岡田鴨神社                        | ヲカタノカモノ                        | 大       | 月次新嘗                | 岡田鴨神社                       | 京都府木津川市加茂町北             |                                                  |      |
| 岡田国神社                        | ヲカタノクノ                          | 大       | 月次新嘗                | （論）春日神社                   | 京都府木津川市加茂町大野           | 勝手神社摂社                                     |      |
| 岡田国神社                        | ヲカタノクノ                          | 大       | 月次新嘗                | （論）岡田国神社                 | 京都府木津川市木津大谷             |                                                  |      |
| 凡例を表示                        |                                       |          |                         |                                  |                                    |                                                  |      |

1. ↑  就中同水主坐天照御魂神水主坐山背大国魂命神二座預相嘗祭

## 式外社
『延喜式』神名帳の編纂当時に存在したが、同帳に記載の無い神社。